# なごやめし博覧会
なごやめし博覧会（なごやめしはくらんかい）とは、観光客の関心が高い「食」の魅力を生かして、飲食事業者をはじめとする幅広い事業者と連携し「なごやめし」の情報発信や新たな魅力づくりを通じて、地域活性とともに観光客の誘致を図ることを目的に名古屋市が2011年に始めた飲食店回遊型のイベント。2012年からは主催がなごやめし博覧会実行委員会（名古屋市、KADOKAWA、名古屋観光コンベンションビューローで構成）に代わった。
各飲食店は通常よりもお値打ち価格のなごやめし博覧会専用メニューを用意し、参加者は専用チケットを使用して食べ歩く。
なお、一定の目的を果たしたため、次の展開を考えるべく2017年の開催をもって事業を終了している。

## 沿革
- 2011年10月7日～11月20日　第1回開催。参加店のエリアを限定をせず272店が参加。
- 2012年10月5日～11月11日　第2回「なごやめし博覧会2012」開催。参加店のエリアを市内中心部に絞り165店が参加。
- 2013年9月27日～11月11日　第3回「なごやめし博覧会2013」開催。名古屋市内273店が参加。
- 2014年10月6日～11月16日　第4回「なごやめし博覧会2014」開催。名古屋市内283店が参加。
- 2015年10月1日～11月15日　第5回「なごやめし博覧会2015」開催。名古屋市内307店が参加。
- 2016年10月1日～11月3日　第6回「なごやめし博覧会2016」開催。名古屋市内279店が参加。
- 2017年10月1日～11月19日　第7回「なごやめし博覧会2017」開催。名古屋市内232店が参加。

## 新なごやめし総選挙（コンテスト）
新たななごやめしの開発を目指し、なごやめし博覧会の中で「新なごやめしコンテスト」を併せて開催。参加飲食店が希望に応じてコンテストにメニューを出品し、参加者がチケットに付いた投票券を投票してグランプリなどを決める。2013年からはウェブ投票に変更。
- 2011年　グランプリ「葵プリン（出品時は「徳川プリン」）」　準グランプリ「名古屋どまんなかめしコーチンの味噌仕立て」[2]
- 2012年　グランプリ「名古屋コーチンつけきしめんとづけ焼き鳥セット」　準グランプリ「もちもち金鯱プリン」　敢闘賞「皿台湾ラーメン」[2]
- 2013年　グランプリ「元祖味噌からあげ」　準グランプリ「元祖台湾まぜそば」　敢闘賞「名古屋あんかけロコモコ」「鶏そば 醤油」[2]
- 2014年　グランプリ「名古屋コーチン 釜玉ラーメン」　準グランプリ「新名古屋名物 かぶりつき スペアリブ 甘辛ナゴヤンスパイスセット」[2]
- 2015年　グランプリ「パンどら（武将隊 Ver.）」　準グランプリ「味噌とんちゃん唐揚げ串」　敢闘賞「名古屋肉味噌カレー」「鶏そば　醤油」[2]
- 2016年　グランプリ「かき揚げまぶし」　準グランプリ「ペッパー鶏部セット」　敢闘賞「名古屋肉味噌カレー」「名古屋ハヤシ」「熟成全粒粉のもちもち麺 追い飯カレーうどん」
- 2017年　グランプリ「天まる」　準グランプリ「名古屋のでら白ミートソース」　敢闘賞「味噌とんオムライス」「ちんちこちんのかしわバーグ」「まぜスパ」[2]

## スペシャルサポーター
なごやめし博覧会をPRするため、第1回目から「名古屋おもてなし武将隊」と名古屋市のマスコットキャラクター「はち丸」が協力している。「なごやめし博覧会2012」からはスペシャルサポーターという位置付けで名古屋在住のアイドルグループ「チームしゃちほこ」も加わりイベントやビジュアル面で広報をサポートしている。2013年には名古屋在住のイケメンアイドルグループ「BOYS AND MEN」もスペシャルサポーターとなった。また、2013年はスペシャル応援団として浜乙女のイメージキャラクター「でえたらぼっち」、アスリート系アイドルグループ「WE LOVE」、今池のプロレス興行団体「今池プロレス」、プロレス史上最年少でデビューした「ミスター6号」も加わった。2014年からは寿がきや食品のイメージキャラクター「スーちゃん」も加わった。

## なごやめしについて
- あんかけスパゲッティ
- 味噌おでん
- 味噌カツ
- 手羽先唐揚げ
- 台湾ラーメン
- 天むす
- モーニングサービス中京式
- 味噌煮込みうどん
- 名古屋コーチン
- カレーうどん
- 小倉トースト
- ひつまぶし
- きしめん
- ういろう